# Гурик, Роман Игоревич
Роман Игоревич Гурик (2 октября 1994, Ивано-Франковск — 20 февраля 2014, Киев) — участник Евромайдана. Герой Украины (2014, посмертно).

## Биография
Родился Роман Гурик 2 октября 1994 года в семье Игоря и Ирины Гуриков. Прадед Романа и два брата прадеда были бойцами УПА. Братья прадеда погибли в 19 лет. Сам Роман Гурик погиб в таком же возрасте.

### Захоронение
Погребение состоялось 24 февраля в Ивано-Франковске. Городской председатель Ивано-Франковска Виктор Анушкевичус рассказал о решении городской власти: новую улицу Проектную, которая идет от улицы Мазепы до Южного бульвара, назовут именем Романа Гурика; площадь перед «белым домом» также переименуют в площадь Героев Майдана.

## Награды
- Звание Герой Украины с вручением ордена «Золотая Звезда» (21 ноября 2014, посмертно) — за гражданское мужество, патриотизм, героическое отстаивание конституционных принципов демократии, прав и свобод человека, самоотверженное служение Украинскому народу, обнаруженные во время Революции достоинства[3]
- Медаль «За жертвенность и любовь к Украине» (УПЦ КП, июнь 2015) (посмертно)[4]

## Память
- 13 марта 2014 года в Ивано-Франковске появилась Улица Романа Гурика (ранее Проектная), она соединяет улицы Короля Данила и Гетьмана Мазепы[5][6].
- 2 октября 2014 года была открыта мемориальная стела памяти Романа Гурика, на дворе Прикарпатского национального университета имени Василия Стефаника, где он учился[7].
- 20 февраля 2015 года в городе Ивано-Франковск на здании школы № 23, в которой он учился, открыли мемориальную доску Роману Гурику.
- 14 октября 2015 года в мемориальном сквере Ивано-Франковска открыли памятник Роману Гурику[8]. Это бронзовая фигура юноши со щитом, установленная на его могиле. Идея и её воплощение в жизнь принадлежит киевскому скульптору Борису Данилюку. Над созданием образа героя Майдана он работал около восьми месяцев. Памятник освятил архиепископ и митрополит Ивано-Франковский преосвященный владыка Владимир (Вийтышин).

### В кинематографе
Телеканал «1+1» создал документальный фильм «Женские лица революции», одной из сюжетных линий которого является рассказ матери Романа Ирины Гурик.